# 24173 SLAS
24173 SLAS este un asteroid din centura principală de asteroizi.

## Descriere
24173 SLAS este un asteroid din centura principală de asteroizi. A fost descoperit pe 3 decembrie 1999 la Oaxaca de James M. Roe. El prezintă o orbită caracterizată de o semiaxă mare de 2,79 ua, o excentricitate de 0,13 și o înclinație de 8,3° în raport cu ecliptica.